# Cardinal Telephone Exchange

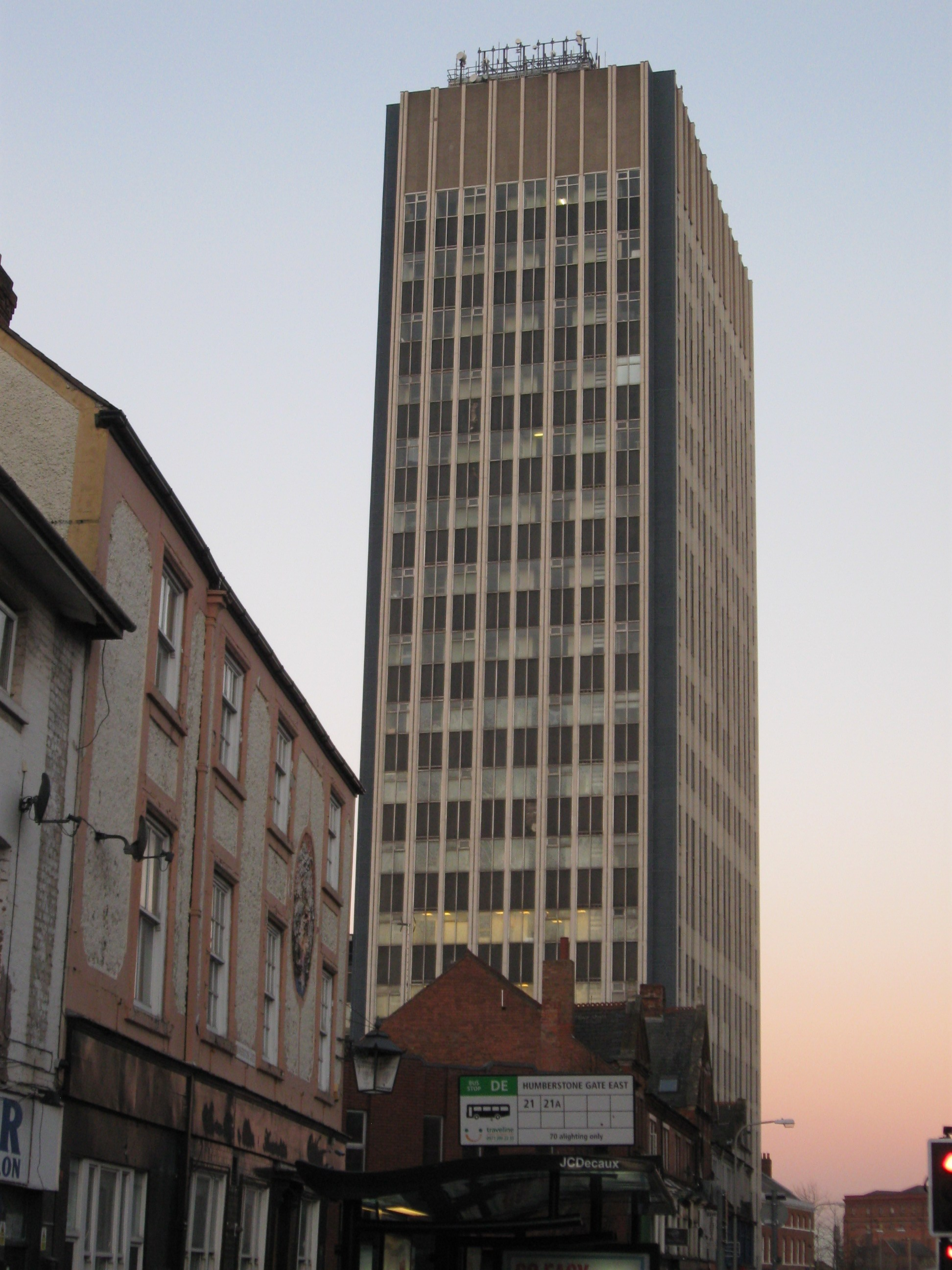
Cardinal Telephone Exchange

Cardinal Telephone Exchange – najwyższy budynek w mieście Leicester w Wielkiej Brytanii, położony w centrum miasta przy ulicy 34 Humberstone Road.
Wysokość budynku wynosi 84 metry. Wieżowiec posiada 17 kondygnacji.